# Can Feu (Mataró)
Can Feu és una masia de Mataró (Maresme) protegida com a bé cultural d'interès local.

## Descripció
Masia de planta baixa, pis i golfes amb coberta a dues aigües situada sobre una plataforma aterrassada respecte al terreny. La façana principal presenta quatre eixos compositius on se situen les obertures. Portalada d'arc pla amb clau central i brancals de pedra i balcó longitudinal central al primer pis. A la façana posterior se situa un porxo a la planta baixa i primer pis amb arc de mig punt i carpenells i balustres de ceràmica vidriada. A la paret s'observa pintures al fresc. La façana acaba amb un timpà triangular.